# Sacculina bourdoni
Sacculina bourdoni är en kräftdjursart som beskrevs av Hilbrand Boschma 1960. Sacculina bourdoni ingår i släktet Sacculina och familjen Sacculinidae. Inga underarter finns listade i Catalogue of Life.